# ماندي (فلم 2018)
ماندي (بالإنجليزية: Mandy) هو فيلم حركة، وفيلم إثارة أُصدر في 2018.

## القصة
تقع الأحداث في البرية البدائية عام 1983، حيث (ريد ميلر) رجل مكسور القلب ومُحبَط، يطارد الطائفة التي قامت بخطف حُب حياته (ماندي).. كانت ماندي تقضي أيامها في قراءة أوراقها الخيالية. وذات يوم، أسرت عينْي قائد طائفة مجنونة؛ فقام بتجنيد مجموعة من الدرّاجين الناريين لاختطافها. يتزود ريد بالمنشار وأسلحة أخرى، ثم ينطلق في رحلته مُخلفًا ورائه جثث تغمرها الدماء، ولا ينتوي أن يتوقف قبل استرجاع محبوبته.

## طاقم التمثيل
- نيكولاس كيج
- ريتشارد بريك
- بيل ديوك
- أولوين فويري [الإنجليزية]‏
- أندريا رايزبورو
- لينوس روش
- سام لويوك

## وصلات خارجية
- مقالات تستعمل روابط فنية بلا صلة مع ويكي بيانات